# Hachimantai
Hachimantai (Japans: 八幡平市, Hachimantai-shi) is een stad in de prefectuur Iwate in het noorden van Honshu, Japan. De stad heeft een oppervlakte van 862,25 km² en begin 2008 bijna 30.000 inwoners.

## Geschiedenis
Hachimantai werd op 1 september 2005 een stad (shi) na samenvoeging van de gemeentes Nishine, Ashiro en het dorp Matsuo.

## Verkeer
Hachimantai ligt aan de Hanawa-lijn van de East Japan Railway Company.
Hachimantai ligt aan Tohoku-autosnelweg, de Hachinohe-autosnelweg en aan autoweg 282.

## Stedenband
Hachimantai heeft een stedenband met
- Altenmarkt, Oostenrijk - sinds 13 november 1994 een band met Matsuo.

## Aangrenzende steden
- Morioka
- Ninohe
- Kazuno
- Senboku